# Musée Salies
 (décembre 2017).
Le musée Salies est un des principaux musées de Bagnères-de-Bigorre.
Son bâtiment est inscrit au monument historique depuis 2014, protégé au titre du Patrimoine du XXe siècle du département des Hautes-Pyrénées, en France.

## Historique
Le musée a été constitué en 1852, sous la direction de l’architecte Léon Jaussely, par la volonté d'Achille Jubinal, député des Hautes-Pyrénées de 1852 à 1870, qui fit don d'une partie de sa collection. Son amitié avec la princesse Mathilde, cousine de Napoléon III, et maîtresse du comte de Nieuwerkerke, directeur général des Musées impériaux, puis surintendant des Beaux-arts en 1863, permet au musée d'importants dons de l'État.
Les travaux sont achevés en 1931. L’édifice se caractérise par son architecture Art déco.

Sélection de vues du musée.
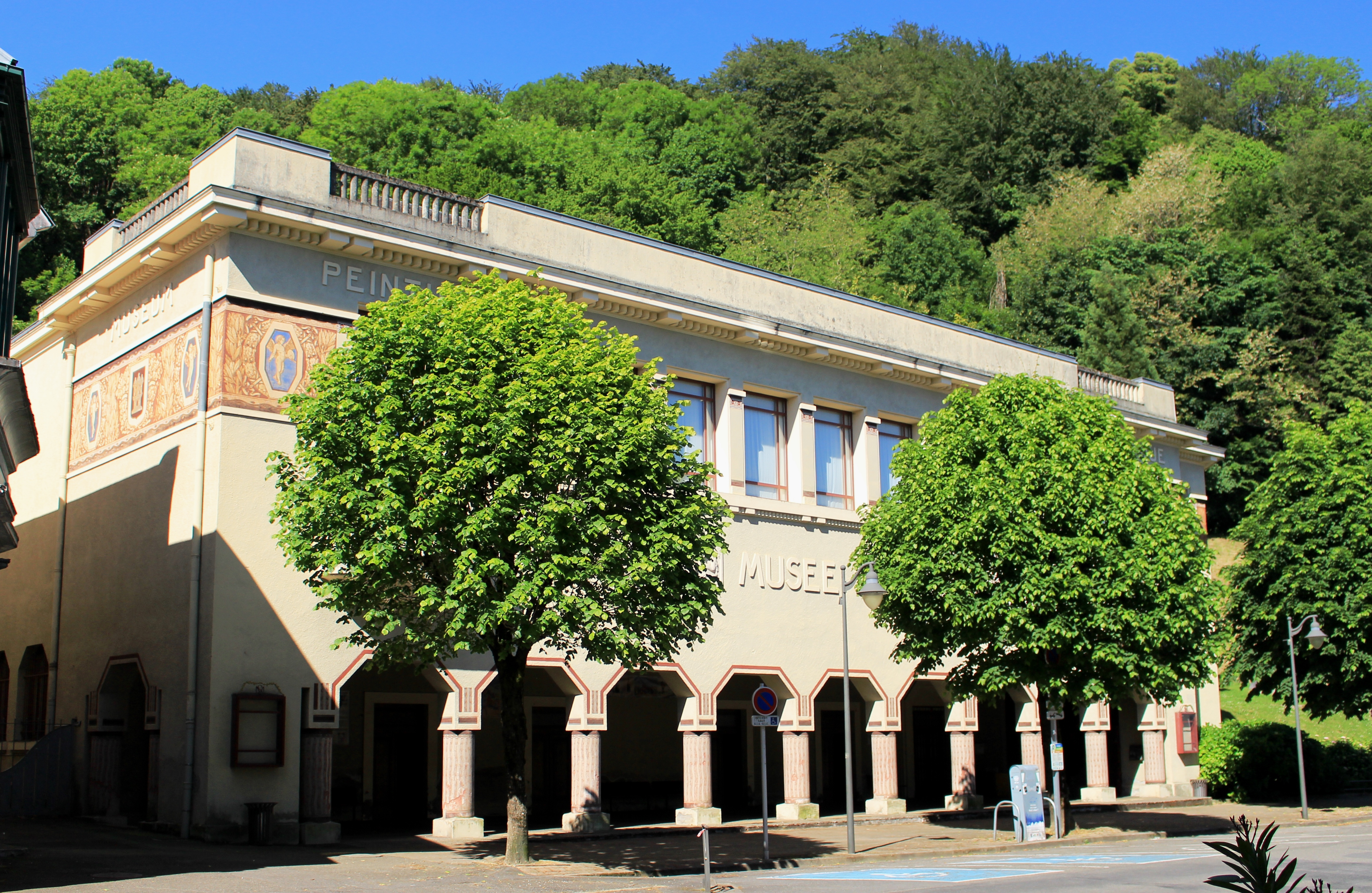
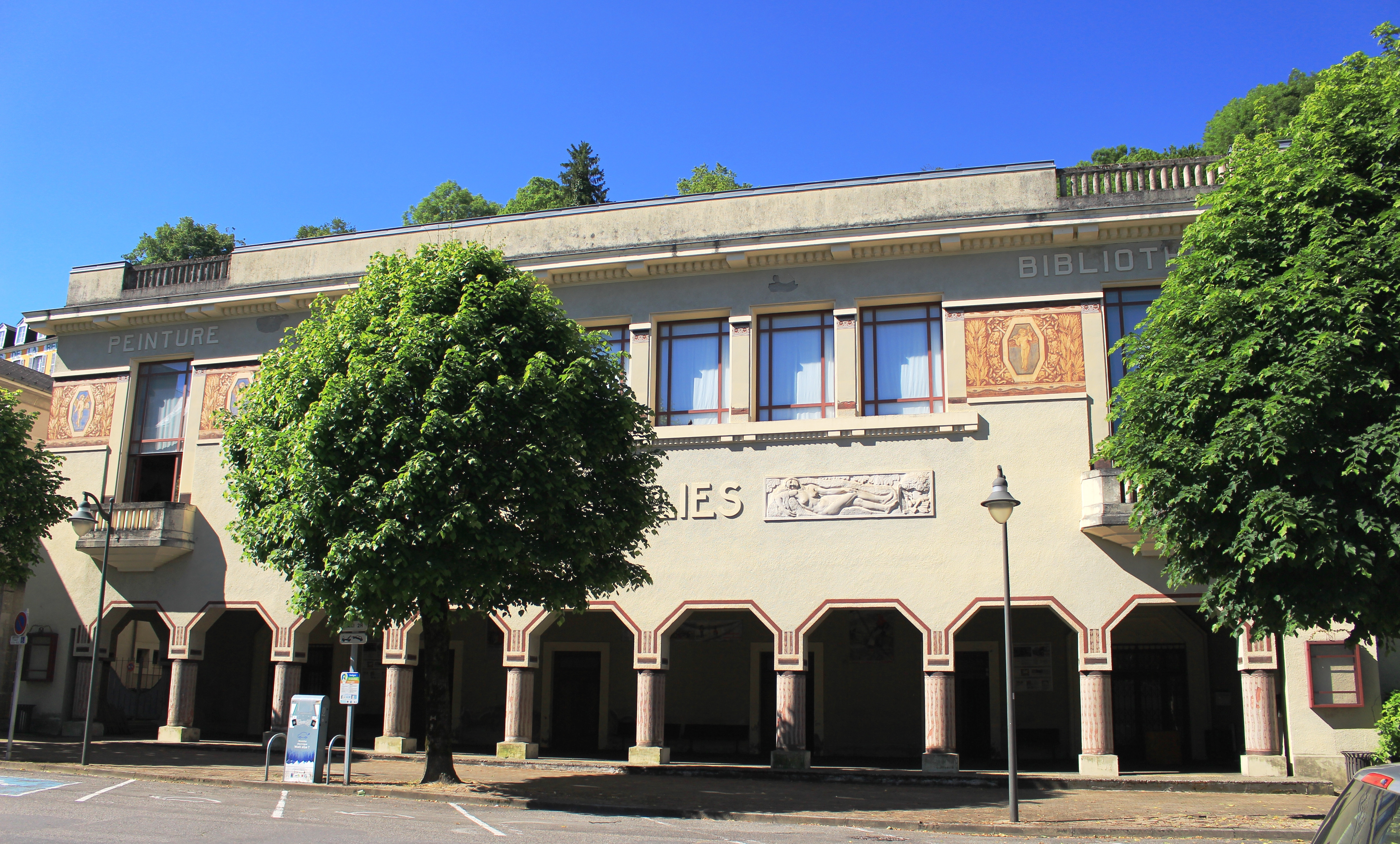

## Les collections
Il renferme, principalement, une importante collection de toiles issues des grands salons parisiens, représentant tous les mouvements artistiques significatifs de la première moitié du XIXe siècle.
- Pierre Roch Vigneron : La Prise de Missolonghi ;
- Théodore Chassériau : Saint François-Xavier baptisant les Indiens, esquisse d'une fresque de l'église Saint-Roch ;
- Philippe de Champaigne : Portrait de Charles Patu ;
- Raffaello di Francesco Botticini : Saint Jean Baptiste entre saint Antoine de Padoue et saint François ;
- Charles-Théodore Frère : La Caravane et Vue du Caire ;
- Prosper Baccuet : Vue de Constantine, prise de Sala Dey (1841) ;
- Adrien Lainé : Vue d’Algérie et Vue de la baie d'Alcen ;
- Alexandre Roubtzoff : Rue et Minaret de Téboursouk et Puits à Hammamet ;
- Auguste de Pinelli : Le Turc ;
- Hélène Pourra, Nature morte et paysage.

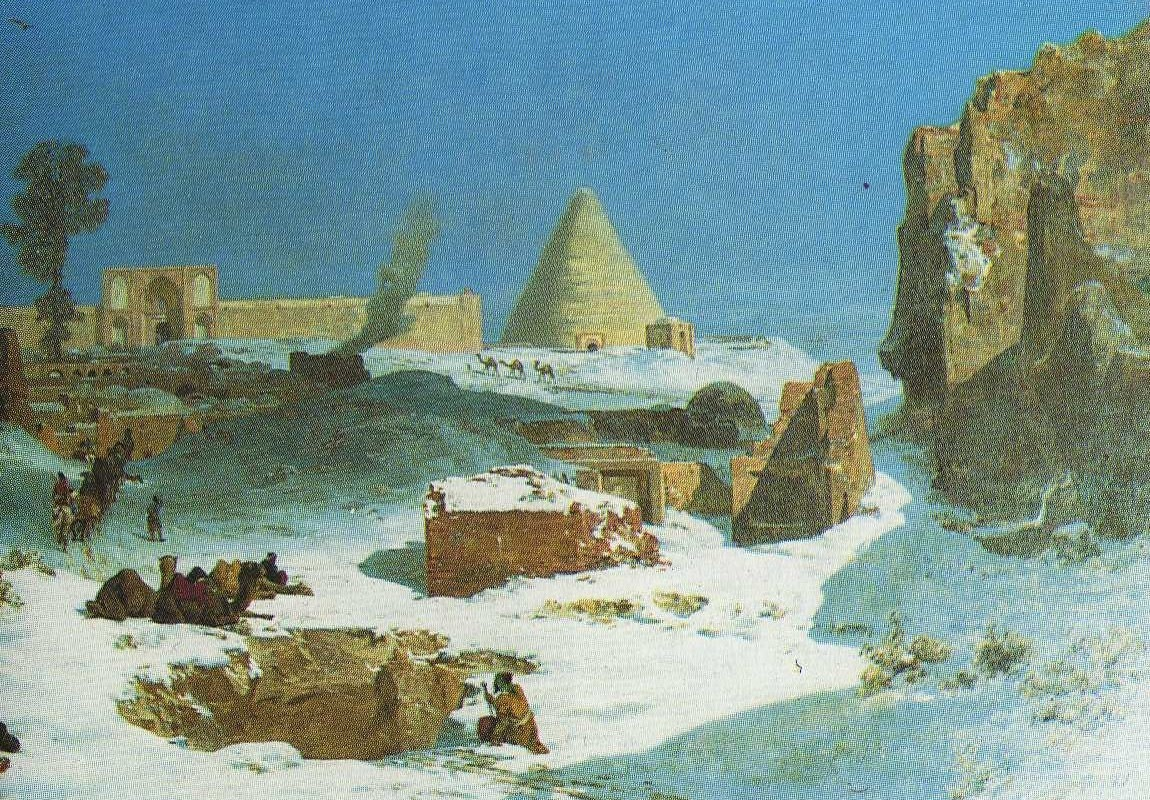
L'Hiver en Perse, Jules Laurens.